# イヌクティトゥット語の文法
この記事ではイヌクティトゥット語の文法について解説する。

## 概要
イヌクティトゥット語は、他のエスキモー・アレウト語族の言語と同様に、膠着語の性質を持っている。イヌイット語は豊富な接尾語を持ち、最大で700もある方言によっては単語を非常に長く変化させることがある。例えばヌナブト方言では、
ᑐᓵᑦᓯᐊᕈᓐᓇᖖᒋᑦᑐᐊᓘᔪᖓ
tusaatsiarunnanngittualuujunga
I can't hear very well.
私はうまく聴くことができない。

この言葉は語幹 tusaa「聞く」の後に続く七つの接尾辞で構成されている。（母音-先頭末尾が常に消去最後の子音は子音の前期末尾):
- -tsiaq-:"良い"
- -junnaq- ( -gunnaq-)"できる"
- -nngit-:否定
- -tu(q):三人称単数（実際は名詞)
- -alu(k)-:augmentative("とても")
- -u-:"は"
- -junga:一人称単数